# Chiador
Chiador is een gemeente in de Braziliaanse deelstaat Minas Gerais. De gemeente telt 2.974 inwoners (schatting 2009).